# Penstemon mohinoranus
Penstemon mohinoranus är en grobladsväxtart som beskrevs av Richard Myron Straw. Penstemon mohinoranus ingår i släktet penstemoner, och familjen grobladsväxter. Inga underarter finns listade i Catalogue of Life.